# ヴァナ・ボンタ
ヴァナ・ボンタ（Vanna Bonta、1958年4月3日 - 2014年7月8日）は、アメリカ合衆国の小説家、女優。また、2スーツの発明者でもある。生誕地はイタリア、フローレンス地方。幼少期はタイのバンコクで育つ。そのため、英語の他に、イタリア語、フランス語とタイ語も理解できる。祖父は作家、詩人、画家のLuigi Ugolini。米国ワシントン大聖堂西門にあるフレデリック・ハートFrederick Hartの「無から（Ex Nihilo）」という彫刻作品には、ヴァナがモデルとなった女性像がある。
ヴァナは宇宙空間での生活スタイルや人間工学にも興味を持ち、2008年のNASA Amesにて近未来ファッションに関するプレゼンテーションをおこなった。彼女はこれを“スマート・クローズ”と呼び、照明が組み込まれたハンドバッグ、空気と水分を保持する風船型衣服、Bluetoothイヤリングといった、ファッションと機能性が融合したものが要求されると言及した。

## 著書
- 『Flight: A Quantum Fiction Novel』出版社: Meridian House ISBN 978-0912339108 発売日： 1995/06
- 『Mother Ship』出版社: Meridian Publishing; 1版 ASIN: B008774M0M
- 『Ordinary Holy Days』 ASIN: B008E8G2UC
- 『The Cosmos as a Poem』出版社: Meridian House; 1版 (2012/5/26) ASIN: B0086POUVQ
- 『State of the Art 』出版社: Meridian House; 1版 (2012/5/3) ASIN: B0086PAIXK

## 出演作品
- 『ミラクルマスター/七つの大冒険』[2]（原題：The Beastmaster）1982年 - ゼッドの妻役 - 日本公開は1983年10月15日
- 『美女と野獣』[3]（原題: Beauty and the Beast）1991年 - 声優として出演- 日本公開は1992年9月23日
- 『デモリション・マン』[4]（原題: Demolition Man）1993年 - 声優として出演 - 日本公開は1994年2月11日
- 『恋愛適齢期』[5]（原題: Something's Gotta Give）2003年 - 声優として出演 - 日本公開は2004年3月27日

## 参考
1. ↑  http://www.waleg.com/celebrities/archives/025378.html
2. ↑  https://eiga.com/movie/49966/
3. ↑  https://eiga.com/movie/48337/
4. ↑  https://eiga.com/movie/47032/
5. ↑  https://eiga.com/movie/1176/